# 田大年 (萬曆甲戌進士)
田大年（1547年—？年），字仰彭，號椿野，四川重慶府定遠縣人，明朝政治人物。

## 生平
由縣學生中式隆庆元年（1567年）丁卯科四川鄉試第五十九名舉人，年二十八歲中式萬曆二年（1574年）甲戌科會試中式第五十三名，第三甲第一百三十名進士。授華容縣知縣，舉行護社倉法，修學築城，發生水旱灾害時，力請蠲賑，雖婦人童子無不稱贊之。萬曆八年（1580年）六月考选兵科給事中，十年正月奉命往宣大山西阅视，弹劾贪污的甘肃总兵雷龙，將其革职，又黜阳和兵备副使蔡應陽，十一年二月升户科右給事中，十二年三月歷升戶科左給事中，十三年閏九月遷陝西按察副使。節儉力行，清風可挹，入祀名宦祠。

## 家族
曾祖田臣，祖田賜，父田騰，母何氏。具庆下。弟大倫；大益；大本；大受。